# Nordisk familjebok
Nordisk familjebok (Nordijska družinska knjiga) je švedska enciklopedija, izdajana med letoma 1876 in 1957. 

## Zgodovina
Prva izdaja enciklopedije je bila izdana v 20-tih zvezkih med letoma 1876 in 1899. Prva izdaja je znana kot »Izdaja Idun« zaradi slike boginje Idun na naslovnici. Druga izdaja je bila izdana med letoma 1904 in 1926 v 38-tih zvezkih, tako da predstavlja najobsežnejšo enciklopedijo izdano v švedščini. Splošno je znana kot Uggleupplagan (»Izdaja sova«), ker ima na naslovnici sovo. Pred letom 1957 sta bili izdani še dve izdaji. Od teda so prvima dvema izdajama avtorske pravice pošle in sta sedaj v javni lasti. 
V 1990-tih so člani Univerze v Linköpingu začeli Projekt Runeberg, da bi zagotovili digitalne kopije starih nordijskih besedil - podobno kot si za angleščino prizadeva Projekt Gutenberg. Leta 2001 se je tehnologija dovolj razvila in je omogočila digitalizacijo v polnem merilu celotne enciklopedije s pomočjo tehnik optičnega branja in optičnega prepoznavanja. Do sedaj se je optično prebralo in optično prepoznalo vseh 45.000 strani obeh izdaj, strani pa so javno dostopne na spletni strani Projekta Runeberg. Nedokončan pa je še temeljit pregled optično prebranega besedila.
- Logotip prve izdaje (1876-1899) prikazuje boginjo Idun.
- Izdaja sova (1904-1926)